# Yvonne Sciò
Yvonne Sciò, née le 25 juillet 1969 à Rome (Latium), est une actrice, réalisatrice et mannequin italienne.

## Filmographie

### Actrice de cinéma
- 1989 : Le Château de Yurek (A cena col vampiro) de Lamberto Bava
- 1990 : Stasera a casa di Alice de Carlo Verdone
- 1992 : Soupe de poissons (Zuppa di pesce) de Fiorella Infascelli
- 1992 : Infelici e contenti de Neri Parenti
- 1997 : Deathline (Redline) de Tibor Takács
- 1998 : L'Âme sœur de Jean-Marie Bigard
- 1999 : Aventures à Paris (Passport to Paris) d'Alan Metter
- 1999 : Milonga d'Emidio Greco
- 2000 : La Vérité si je mens ! 2 de Thomas Gilou
- 2002 : Sorority Boys de Wallace Wolodarsky
- 2005 : Torrente 3: El protector de Santiago Segura
- 2006 : La Panthère rose (The Pink Panther) de Shawn Levy
- 2006 : La Nativité (Nativity) de Catherine Hardwicke
- 2006 : Le Mas des alouettes (	La masseria delle allodole) de Paolo et Vittorio Taviani
- 2007 : Scrivilo sui muri (it) de Giancarlo Scarchilli (it)
- 2007 : Il nascondiglio de Pupi Avati
- 2010 : The Museum of Wonders (it) de Domiziano Cristopharo
- 2021 : Les Promesses d'Amanda Sthers
- 2024 : Cassino in Ischia de Frank Ciota

### Réalisatrice
- 2015 : Roxanne Lowit Magic Moments[2]
- 2017 : Seven Women[1]